# 조순용
조순용(趙淳容, 1951년 7월 16일 ~ , 전남 순천)은 대한민국의 전직 방송인이자 사단법인 한국TV홈쇼핑협회의 회장이다.

## 학력
- 광주제일고등학교
- 서울대학교 동양사학 학사

## 경력
- 1977년 : 동양방송 기자
- 1980년 : KBS 사회부, 외신부기자
- 1993년 : KBS 보도본부 보도제작국 차장
- 1995년 ~ 1998년 : KBS 보도본부 워싱턴특파원 차장
- 1998년 ~ 1999년 : KBS 보도국 정치부 차장
- 1999년 : KBS 보도국 전문기자
- 1999년 ~ 2000년 : KBS 보도국 사회1부 부장
- 2000년 ~ 2002년 : KBS 보도국 정치부 부장
- 2002년 : KBS 보도국 편집2담당 주간
- 2002년 ~ 2003년 : 대통령비서실 정무수석비서관
- 2005년 : 유원미디어 대표이사
- 2007년 ~ 2016년 : 국립순천대학교 석좌교수
- 방송협회 지상파 DMB특별위원회 위원장
- 2017년 :  서울대학교 사학과 총동창회장
- 2018년 3월 ~ : 제7대 (사)한국TV홈쇼핑협회 회장

## 역대 선거 결과
|  | 21.72% |

|  | 45.90% |

## 참고 자료
- 조순용 공식블로그
- 조순용 - X

| 전임 유선호 | 제6대 대통령비서실 정무수석 2002년 1월 29일 ~ 2003년 2월 24일 | 후임 유인태 |